# Prefektura Chiba
Prefektura Chiba (jap. 千葉県 Chiba-ken) – prefektura należąca do obszaru metropolitalnego Wielkiego Tokio, w regionie Kantō, w Japonii. Jej stolicą jest Chiba. Prefektura ma powierzchnię 5157,50 km². W 2020 r. mieszkało w niej 6 287 034 osoby, w 2 766 999 gospodarstwach domowych  (w 2010 r. 6 217 119 osób, w 2 515 220 gospodarstwach domowych).

## Międzynarodowy charakter prefektury
Chiba to prefektura o charakterze międzynarodowym. Stało się tak dzięki obiektom, jak:
- Międzynarodowy Port Lotniczy Narita (Narita Kokusai Kūkō, Narita International Airport) położony ok. 70 km od centrum Tokio. Został otwarty w 1978 roku po 12 latach budowy i licznych, trudnych sporach z miejscowymi rolnikami, od których wykupiono ziemię;
- Makuhari Messe (jedno z najważniejszych centrów kongresowych i wystawowych w Azji)[5];
- Kazusa DNA Research Institute w Kisarazu (Instytut Badań DNA Kazusa) powstał w 1994 roku i rozpoczął swoją działalność jako pierwszy na świecie instytut specjalizujący się w badaniach DNA[6];
- Tokyo Disney Resort w Urayasu to dwa parki rozrywki, Disneyland i DisneySea, które przyciągają 30 mln klientów rocznie[7].
- Kamogawa Sea World w Kamogawa[8]

## Gospodarka
Chiba posiada silną bazę przemysłową w postaci Regionu Przemysłowego Keiyō, który rozciąga się wzdłuż brzegów Zatoki Tokijskiej. Jest to pas o długości 40 km, biegnący częściowo na zrekultywowanych gruntach strefy przybrzeżnej, od Urayasu do Futtsu. Zalicza się do niego m.in. miasta: Ichikawa, Funabashi, Chiba, Ichihara, Kisarazu, Kimitsu. Znajdują się tam: stalownie, rafinerie ropy naftowej, zakłady chemiczne, elektrownie i zakłady innych gałęzi przemysłu ciężkiego. Region dostarcza cenne surowce i energię dla różnych gałęzi przemysłu.
Z drugiej strony prefektura Chiba, obdarzona wieloma obszarami naturalnymi, jest jednym z wiodących producentów produktów rolnych, leśnych i rybnych w Japonii.

## Historia
Na terenach obecnej prefektury ludzie żyją od około 40 tys. lat. Pozostałości prehistorycznych społeczności odkryto na stanowiskach archeologicznych w całej prefekturze. Wśród nich znajduje się duża liczba pradawnych grobowców kofun i glinianych figur haniwa, które są reprezentatywne dla starożytnej kultury Chiba.
W okresie Edo (1603–1867) obszar ten wspierał codzienne życie i gospodarkę Edo (ob. Tokio), korzystając z transportu wzdłuż lokalnych dróg i rzeki Tone (322 km). Doprowadziło to do rozwoju miast o odrębnych cechach: zamkowego Sakura, świątynnego Narita, kupieckiego Sawara i portowego Chōshi. Obszary te nadal zachowują atmosferę i architekturę okresu Edo i zostały certyfikowane jako miejsca dziedzictwa Japonii w 2016 roku.
W pobliżu miasta Narita znajduje się skansen o nazwie Bōsō-no-mura, gdzie można zobaczyć naturalnej wielkości rekonstrukcje domów z okresów Edo i Meiji (1868–1912) oraz zapoznać się praktycznie z tradycyjnymi zawodami, jak: tkanie, wyrób papieru, gotowanie w starym stylu, a nawet przymierzanie zbroi samurajów.

## Geografia

### Położenie
Graniczy z Tokio oraz prefekturami: Ibaraki, Saitama, a poprzez Zatokę Tokijską z Kanagawą.
Większa jej część znajduje się na półwyspie Bōsō. Południowo-wschodnie wybrzeże półwyspu oblewają wody Oceanu Spokojnego, a zachodnie – Zatoki Tokijskiej.

### Klimat
Prefektura Chiba ma ciepły klimat oceaniczny, łagodny zimą i stosunkowo chłodny latem, ponieważ z trzech stron jest otoczona morzem. Szczególnie na południowym wybrzeżu Bōsō panuje ciepła pogoda, na którą wpływa ciepły prąd przybrzeżny Kuro-shio. Opady są wysokie latem i niskie zimą.

### Parki narodowe
Na terenie prefektury znajdują się parki narodowe:
- Quasi-Park Narodowy Suigō-Tsukuba (Suigō-Tsukuba Kokutei Kōen) w północno-wschodniej części prefektury (częściowo leży w sąsiedniej prefekturze Ibaraki);
- Wodny Ogród Botaniczny Suigō Sawara (Suigō Sawara Suisei-shokubutsu-en) – ogród botaniczny we wschodniej części Quasi-Parku Narodowego Suigō-Tsukuba, w Katori;
- Quasi-Park Narodowy Minami-Bōsō (Minami-Bōsō Kokutei Kōen) obejmujący pas przybrzeżnych terenów wokół południowej części półwyspu Bōsō.

## Miasta
Miasta leżące w prefekturze Chiba:

- Abiko
- Asahi
- Chiba (stolica)
- Chōshi
- Funabashi
- Futtsu
- Ichihara
- Ichikawa
- Inzai
- Isumi
- Kamagaya
- Kamogawa
- Kashiwa
- Katori
- Katsuura
- Kimitsu
- Kisarazu
- Matsudo
- Minamibōsō
- Mobara
- Nagareyama
- Narashino
- Narita
- Noda
- Ōamishirasato
- Sakura
- Sanmu
- Shiroi
- Sodegaura
- Sōsa
- Tateyama
- Tomisato
- Tōgane
- Urayasu
- Yachimata
- Yachiyo
- Yotsukaidō

### Miasteczka i wioski
- Powiat Awa
  - Kyonan
- Powiat Chōsei
  - Chōnan
  - Chōsei
  - Ichinomiya
  - Mutsuzawa
  - Nagara
  - Shirako
- Powiat Inba
  - Sakae
  - Shisui
- Powiat Isumi
  - Onjuku
  - Ōtaki
- Powiat Katori
  - Kōzaki
  - Tako
  - Tōnoshō
- Powiat Sanbu
  - Kujūkuri
  - Shibayama
  - Yokoshibahikari

## Galeria

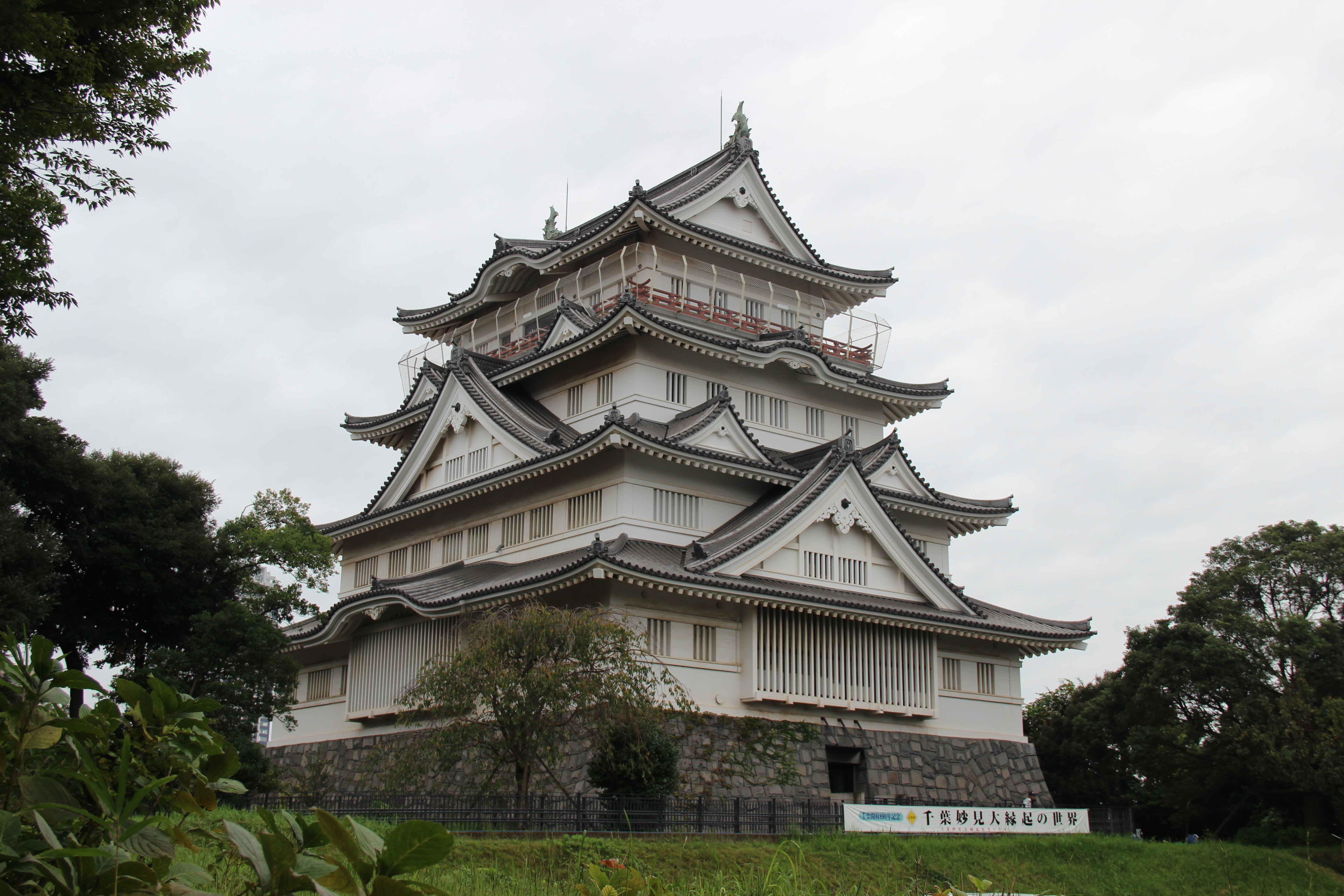
Zamek Chiba
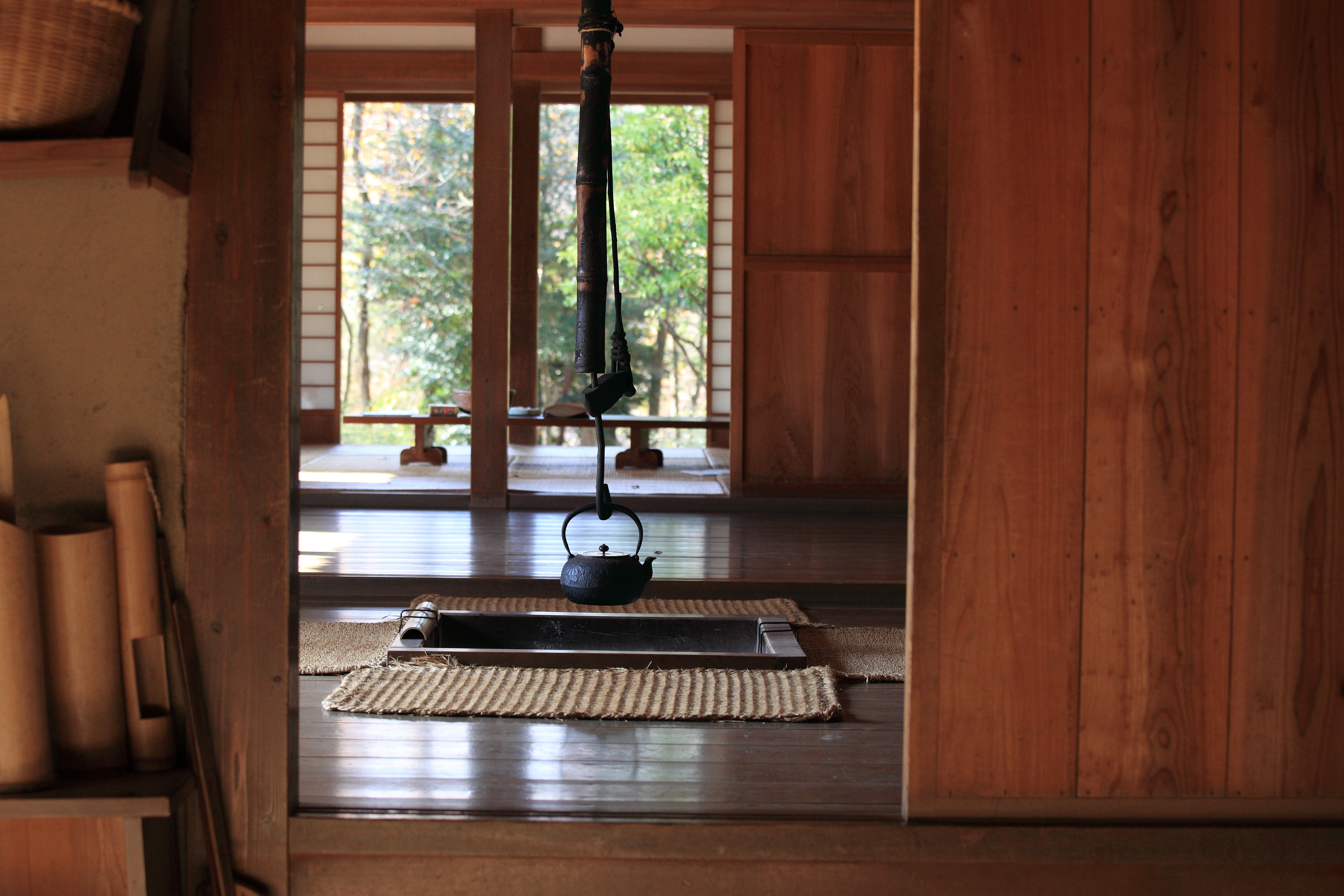
Bōsō-no-mura, wnętrze dawnego domu
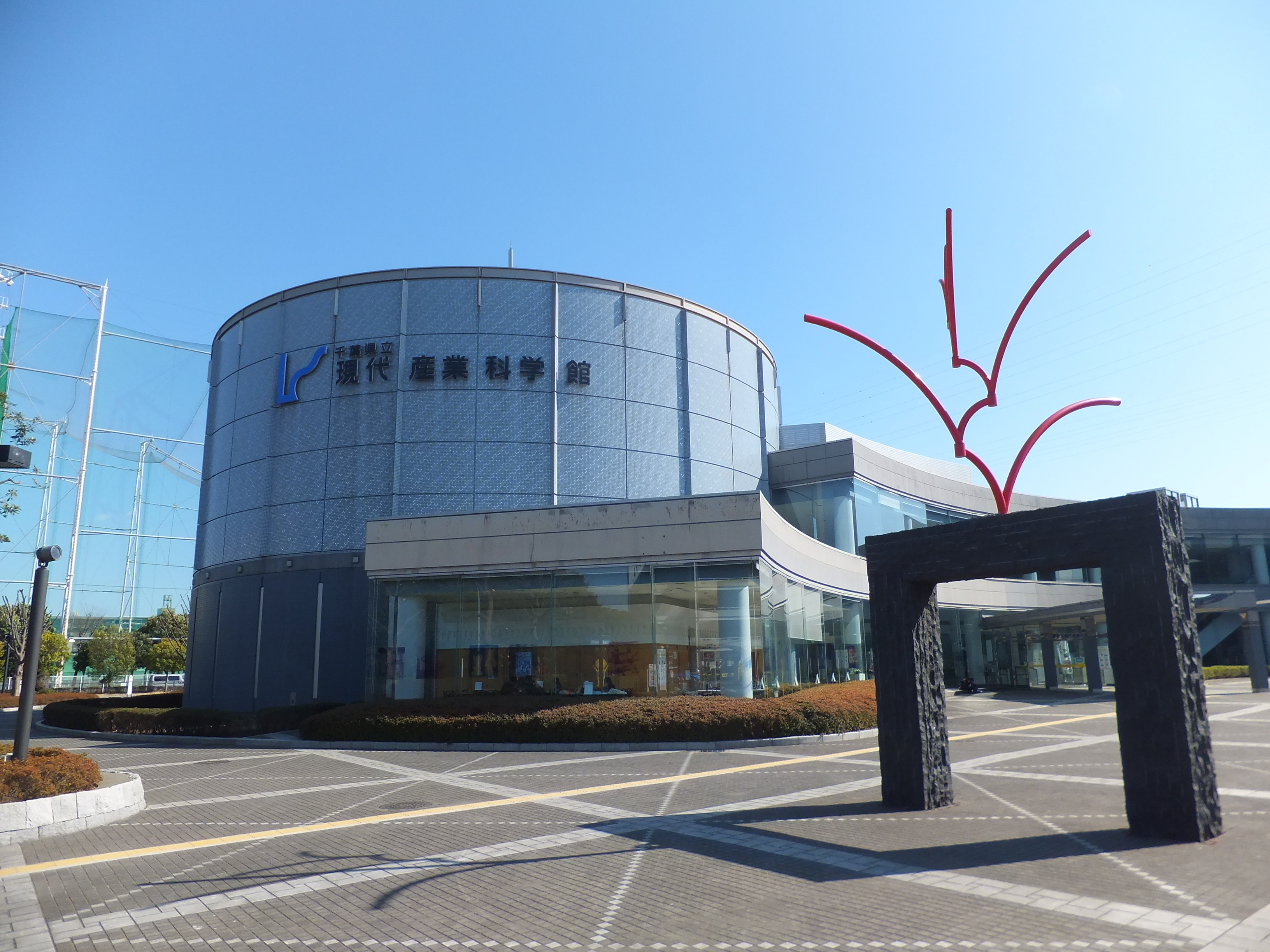
Chiba Museum of Science and Industry
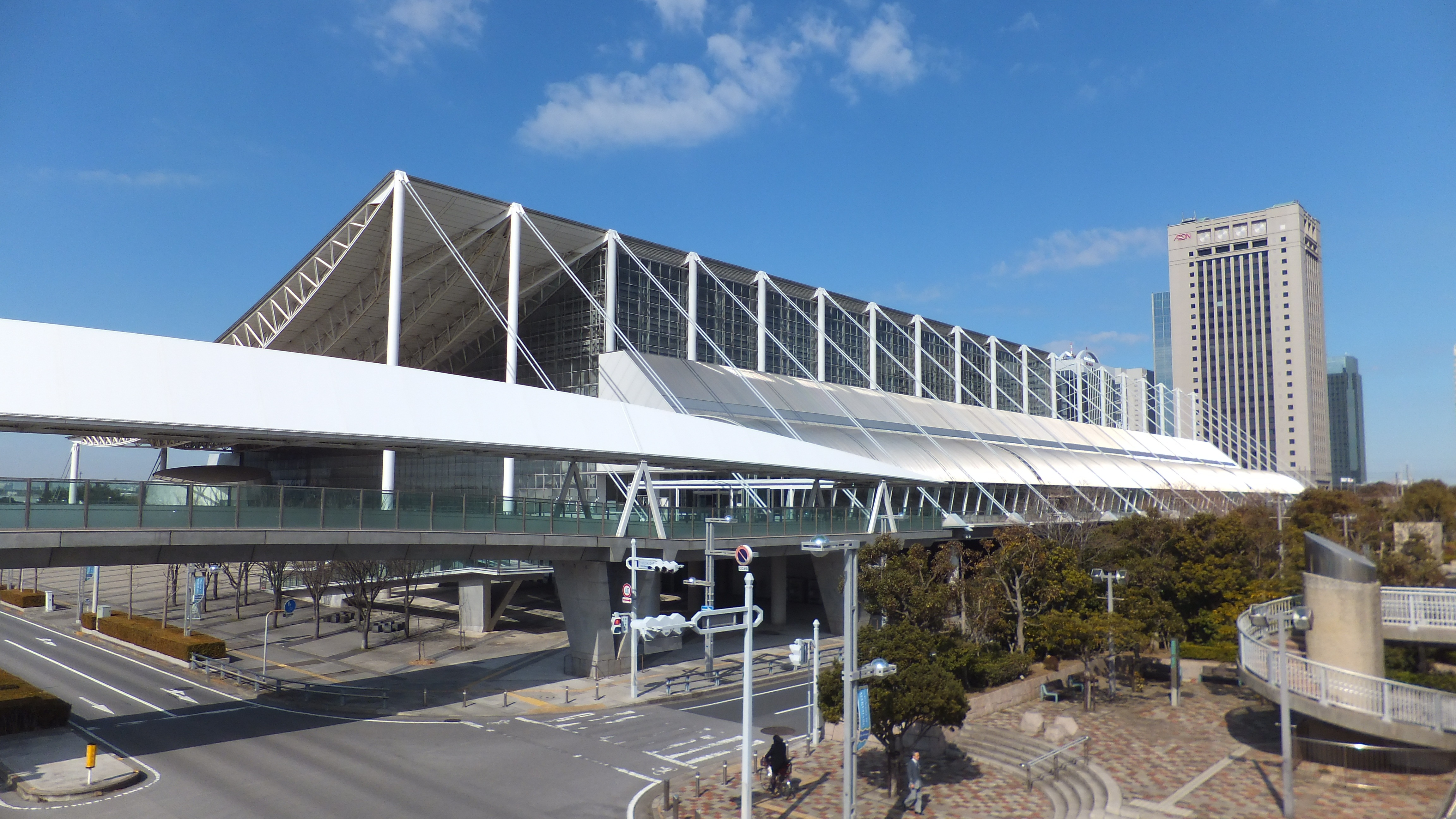
Makuhari Messe, hala północna
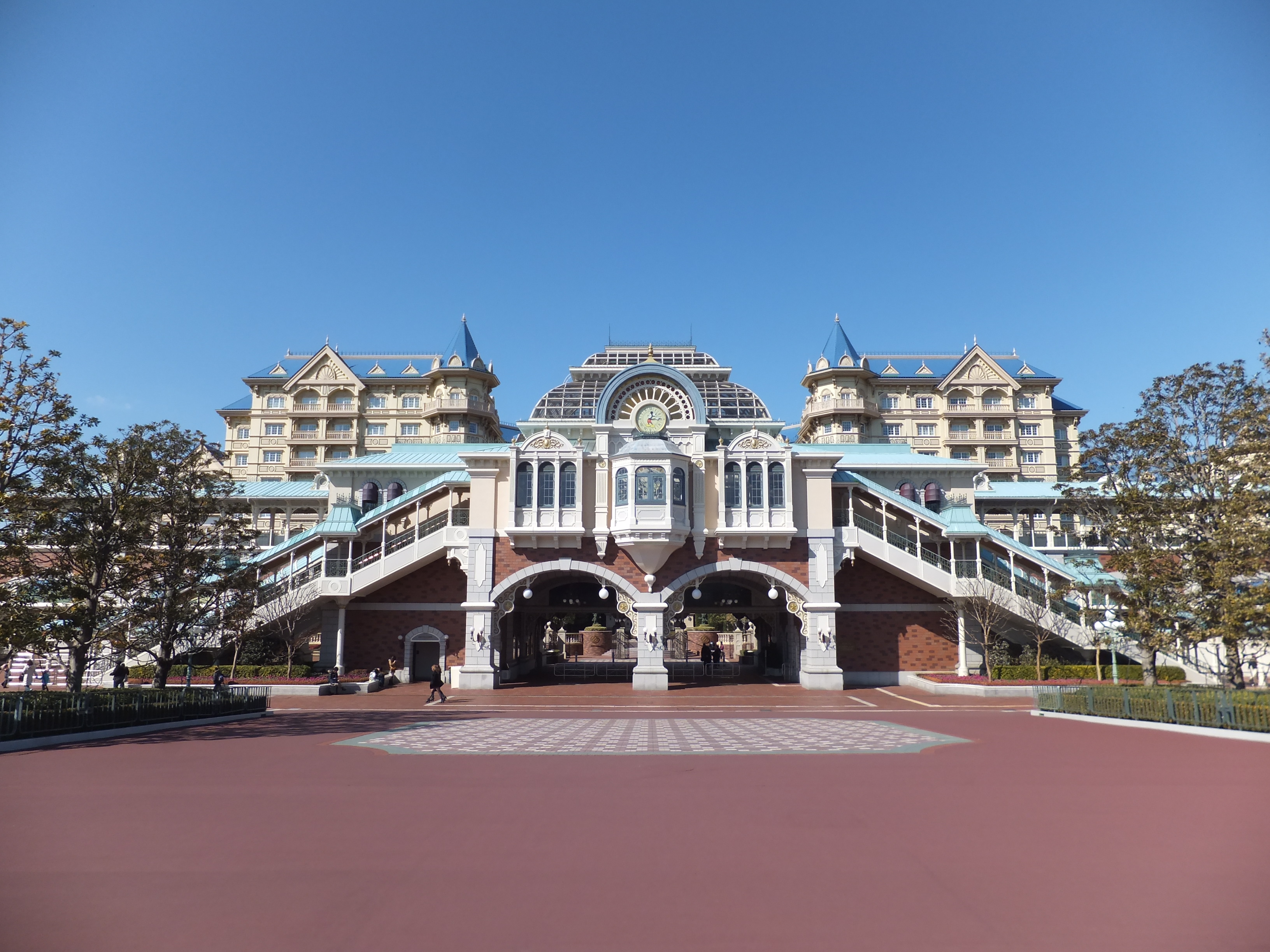
Stacja kolejowa Disneylandu
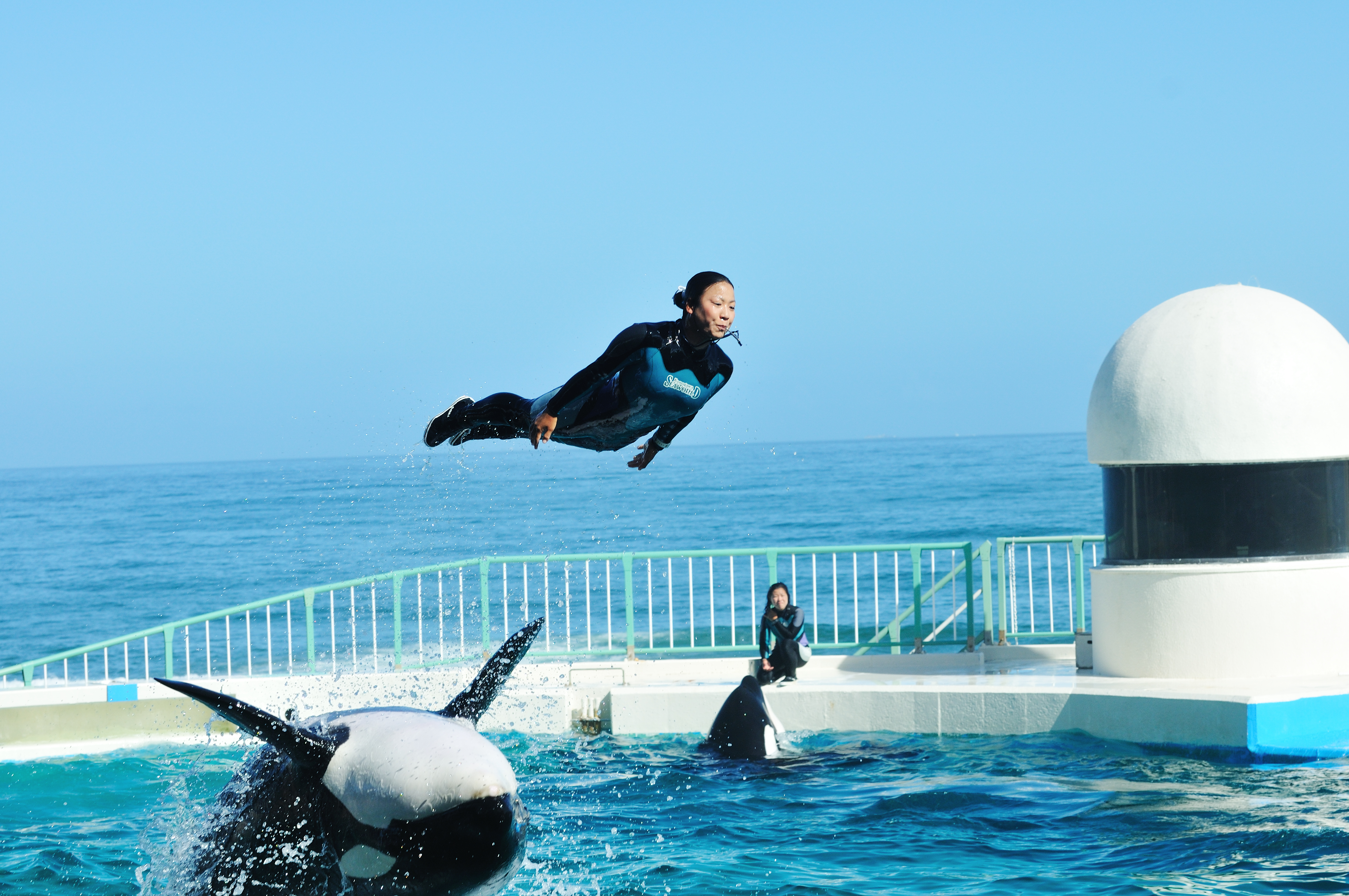
Kamogawa Sea World

## Podział administracyjny
1 stycznia 2021 r. w skład prefektury wchodziło 37 większych miast (shi), 16 mniejszych (miasteczek, machi) i 1 wieś (mura).
| Nazwa | Nazwa                 | Nazwa      | Powierzchnia (km²) | Ludność   | Kod jednostki | Powiat | Mapa |
| Polska nazwa | Rōmaji                | Kanji      | Powierzchnia (km²) | Ludność   | Kod jednostki | Powiat | Mapa |
| --- | --------------------- | ---------- | ------------------ | --------- | ------------- | ------ | ---- |
| Abiko | Abiko-shi             | 我孫子市   | 43,15              | 130 590   | 12222         |        |      |
| Asahi | Asahi-shi             | 旭市       | 130,45             | 63 788    | 12215         |        |      |
| Chiba (stolica) | Chiba-shi             | 千葉市     | 271,76             | 975 210   | 12100         |        |      |
| Chōnan | Chōnan-machi          | 長南町     | 65,51              | 7 205     | 12427         | Chōsei |      |
| Chōsei | Chōsei-mura           | 長生村     | 28,25              | 13 808    | 12423         | Chōsei |      |
| Chōshi | Chōshi-shi            | 銚子市     | 84,20              | 58 478    | 12202         |        |      |
| Funabashi | Funabashi-shi         | 船橋市     | 85,62              | 642 972   | 12204         |        |      |
| Futtsu | Futtsu-shi            | 富津市     | 205,47             | 42 508    | 12226         |        |      |
| Ichihara | Ichihara-shi          | 市原市     | 368,17             | 269 653   | 12219         |        |      |
| Ichikawa | Ichikawa-shi          | 市川市     | 57,45              | 496 943   | 12203         |        |      |
| Ichinomiya | Ichinomiya-machi      | 一宮町     | 22,99              | 11 900    | 12421         | Chōsei |      |
| Inzai | Inzai-shi             | 印西市     | 123,79             | 102 651   | 12231         |        |      |
| Isumi | Isumi-shi             | いすみ市   | 157,50             | 35 571    | 12238         |        |      |
| Kamagaya | Kamagaya-shi          | 鎌ケ谷市   | 21,08              | 109 989   | 12224         |        |      |
| Kamogawa | Kamogawa-shi          | 鴨川市     | 191,14             | 32 149    | 12223         |        |      |
| Kashiwa | Kashiwa-shi           | 柏市       | 114,74             | 426 552   | 12217         |        |      |
| Katori | Katori-shi            | 香取市     | 262,35             | 72 427    | 12236         |        |      |
| Katsuura | Katsuura-shi          | 勝浦市     | 93,96              | 16 938    | 12218         |        |      |
| Kimitsu | Kimitsu-shi           | 君津市     | 318,81             | 82 249    | 12225         |        |      |
| Kisarazu | Kisarazu-shi          | 木更津市   | 138,95             | 136 224   | 12206         |        |      |
| Kōzaki | Kōzaki-machi          | 神崎町     | 19,90              | 5 820     | 12342         | Katori |      |
| Kujūkuri | Kujūkuri-machi        | 九十九里町 | 24,46              | 14 644    | 12403         | Sanbu  |      |
| Kyonan | Kyonan-machi          | 鋸南町     | 45,17              | 6 998     | 12463         | Awa    |      |
| Matsudo | Matsudo-shi           | 松戸市     | 61,38              | 498 293   | 12207         |        |      |
| Minamibōsō | Minamibōsō-shi        | 南房総市   | 230,10             | 35 844    | 12234         |        |      |
| Mobara | Mobara-shi            | 茂原市     | 99,92              | 86 821    | 12210         |        |      |
| Mutsuzawa | Mutsuzawa-machi       | 睦沢町     | 35,59              | 6 768     | 12422         | Chōsei |      |
| Nagara | Nagara-machi          | 長柄町     | 47,11              | 6 725     | 12426         | Chōsei |      |
| Nagareyama | Nagareyama-shi        | 流山市     | 35,32              | 199 960   | 12220         |        |      |
| Narashino | Narashino-shi         | 習志野市   | 20,97              | 176 306   | 12216         |        |      |
| Narita | Narita-shi            | 成田市     | 213,84             | 132 998   | 12211         |        |      |
| Noda | Noda-shi              | 野田市     | 103,55             | 152 674   | 12208         |        |      |
| Ōamishirasato | Ōamishirasato-shi     | 大網白里市 | 58,08              | 48 155    | 12239         |        |      |
| Onjuku | Onjuku-machi          | 御宿町     | 24,85              | 6 882     | 12443         | Isumi  |      |
| Ōtaki | Ōtaki-machi           | 大多喜町   | 129,87             | 8 899     | 12441         | Isumi  |      |
| Sakae | Sakae-machi           | 栄町       | 32,51              | 20 140    | 12329         | Inba   |      |
| Sakura | Sakura-shi            | 佐倉市     | 103,69             | 168 858   | 12212         |        |      |
| Sanmu | Sanmu-shi             | 山武市     | 146,77             | 48 462    | 12237         |        |      |
| Shibayama | Shibayama-machi       | 芝山町     | 43,24              | 7 042     | 12409         | Sanbu  |      |
| Shirako | Shirako-machi         | 白子町     | 27,50              | 10 311    | 12424         | Chōsei |      |
| Shiroi | Shiroi-shi            | 白井市     | 35,48              | 62 470    | 12232         |        |      |
| Shisui | Shisui-machi          | 酒々井町   | 19,01              | 20 760    | 12322         | Inba   |      |
| Sodegaura | Sodegaura-shi         | 袖ケ浦市   | 94,93              | 63 906    | 12229         |        |      |
| Sōsa | Sōsa-shi              | 匝瑳市     | 101,52             | 35 099    | 12235         |        |      |
| Tako | Tako-machi            | 多古町     | 72,80              | 13 748    | 12347         | Katori |      |
| Tateyama | Tateyama-shi          | 館山市     | 110,05             | 45 177    | 12205         |        |      |
| Tōgane | Tōgane-shi            | 東金市     | 89,12              | 58 248    | 12213         |        |      |
| Tomisato | Tomisato-shi          | 富里市     | 53,88              | 49 762    | 12233         |        |      |
| Tōnoshō | Tōnoshō-machi         | 東庄町     | 46,25              | 13 235    | 12349         | Katori |      |
| Urayasu | Urayasu-shi           | 浦安市     | 17,30              | 171 424   | 12227         |        |      |
| Yachimata | Yachimata-shi         | 八街市     | 74,94              | 67 480    | 12230         |        |      |
| Yachiyo | Yachiyo-shi           | 八千代市   | 51,39              | 199 597   | 12221         |        |      |
| Yokoshibahikari | Yokoshibahikari-machi | 横芝光町   | 67,01              | 22 091    | 12410         | Sanbu  |      |
| Yotsukaidō | Yotsukaidō-shi        | 四街道市   | 34,52              | 93 632    | 12228         |        |      |
| Prefektura Chiba | Chiba-ken             | 千葉県     | 5 157,50           | 6 287 034 | 12            |        |      |
| * Miasta (shi) nie znajdują się w żadnym z powiatów. ** Obszar o powierzchni 0,10 km² pomiędzy miastami Ichikawa i Funabashi nie został uwzględniony przy podawaniu powierzchni tych miast, lecz został uwzględniony przy przedstawieniu powierzchni całej prefektury. |                       |            |                    |           |               |        |      |